# ورود (فیلم ۲۰۱۶)
ورود (انگلیسی: Arrival) فیلمی آمریکایی در ژانر درام علمی تخیلی به کارگردانی دنی ویلنوو و نویسندگی اریک هایسرر است که در ۲۰۱۶ به نمایش درآمد. هایسرر این پروژه را به‌عنوان فیلم‌نامه‌ای گمانی بر اساس داستان کوتاه ۱۹۹۸ «داستان زندگی تو» نوشتهٔ تد چیانگ به وجود آورد. در آن ایمی آدامز نقش زبان‌شناسی را ایفا می‌کند که توسط ارتش ایالات متحده استخدام شده تا پیش از اینکه تنش‌ها به جنگ منجر شود، با بیگانگان فرازمینی که به زمین آمده‌اند، ارتباط برقرار کند. جرمی رنر، فارست ویتاکر، مایکل استولبارگ و تزی ما در نقش مکمل حضور دارند.
ورود برای اولین‌بار در ۱ سپتامبر ۲۰۱۶ در جشنوارهٔ فیلم ونیز به نمایش درآمد و در ۱۱ نوامبر از طریق پارامونت پیکچرز در سینماهای ایالات متحده اکران شد. این فیلم با بودجهٔ ۴۷ میلیون دلاری ساخته شد و ۲۰۳٫۴ میلیون دلار در سرتاسر جهان فروخت و تحسین منتقدان را به همراه داشت. نقش‌آفرینی آدامز، کارگردانی ویلنوو، و اکتشاف در ارتباط با هوش فرازمینی با ستایش منتقدان همراه بود. ورود که یکی از بهترین فیلم‌های ۲۰۱۶ محسوب می‌شود، نامش در فهرست‌های آخر سال برترین فیلم‌های بسیاری از منتقدان ظاهر شد و از سوی انستیتوی فیلم آمریکا به عنوان یکی از ده فیلم برتر سال انتخاب شد.
ورود در هشتاد و نهمین دوره جوایز اسکار نامزد دریافت هشت جایزه از قبیل بهترین فیلم، بهترین کارگردانی، بهترین فیلم‌برداری و بهترین فیلم‌نامه اقتباسی شده بود و در نهایت برندهٔ جایزهٔ بهترین تدوین صدا شد. آدامز نیز نامزد دریافت جوایز بفتا و گلدن گلوب در رشتهٔ بهترین بازیگر زن شد. به باور چند روزنامه‌نگار، آدامز لایق دریافت نامزدی اسکار بود.

## داستان
هانا، دختر زبان‌شناس لوئیز بنکس، در دوازده سالگی بر اثر نوعی بیماری درمان‌ناپذیر درگذشت.
دوازده فضاپیمای فرازمینی در آسمان مکان‌های گوناگون سراسر زمین به‌صورت ثابت ایستاده‌اند. در وحشت گسترده‌ای که به موجب آن رخ داد، کشورهای تحت تأثیر کارشناسان علمی و نظامی را برای پایش و مطالعهٔ آن‌ها می‌فرستند. در ایالات متحده، سرهنگ ارتش وِبر (فارست ویتاکر)، زبان شناس لوئیز بنکس (ایمی آدامز) و فیزیک‌دان اِیان دانلی (جرمی رنر) را برای مطالعهٔ فضاپیمای بالای مونتانا استخدام می‌کند. در فضاپیما، بنکس و دانلی با دو بیگانه سرپایانمانند هفت‌پا، که آنها را «هپتاپاد» می‌نامند، تماس برقرار می‌کنند. بنکس و دانلی در مورد زبان نوشتاری پیچیده بیگانگان که از عبارات پالیندرومیک با نمادهای دایره‌ای نوشته شده تحقیق می‌کنند و نتایج را با سایر کشورها به اشتراک می‌گذارند. همان‌طور که بنکس زبان را مطالعه می‌کند، او چشم‌اندازهای شبیه به فلش‌بک از دخترش را می‌بیند.
هنگامی که بنکس قادر به ایجاد واژگان مشترکِ بسنده برای پرسیدن دلیل آمدن است، بیگانگان با عبارتی پاسخ می‌دهند که می‌تواند «پیشکشی سلاح» ترجمه شود. چین این را عبارت «استفاده از سلاح» تعبیر می‌کند که در نهایت ارتباط خود را با بیگانه‌ها قطع می‌کند و سایر کشورها نیز از آن پیروی می‌کنند. بنکس استدلال می‌کند نمادی که «سلاح» تفسیر می‌شود، می‌تواند به‌طور انتزاعی با مفاهیم «وسیله» یا «ابزار» مرتبط باشد.
بمبی توسط سربازان نافرمان در فضاپیمای مونتانا قرار می‌گیرد. بنکس و دانلی بی‌خبر دوباره وارد فضاپیمای بیگانه‌ها می‌شوند و بیگانه‌ها پیام پیچیده‌تری به آن‌ها می‌دهند. درست پیش از انفجار بمب، یکی از بیگانگان دانلی و بنکس را از کشتی بیرون و آن‌ها را بیهوش می‌کند. هنگامی که آن‌ها از خواب بیدار می‌شوند، فضاپیمای بیگانه از دسترس خارج شده است و ارتش ایالات متحده در حال آماده شدن برای تخلیهٔ منطقه در صورت تلافی است. ژنرال چین به کشتی بیگانه محلی خود اولتیماتوم می‌دهد و از آن می‌خواهد که ظرف ۲۴ ساعت چین را ترک کند. روسیه، پاکستان، و سودان از این روش پیروی می‌کنند. با آغاز وحشت در سراسر جهان، ارتباطات میان تیم‌های تحقیقاتی بین‌المللی پایان می‌یابد.
دانلی متوجه می‌شود که نماد زمان در سراسر پیام وجود دارد و نوشته دقیقاً یک دوازدهم فضای سه‌بعدی که پیش‌بینی شده را اشغال می‌کند. بنکس پیشنهاد می‌کند پیام کامل بین دوازده فضاپیما تقسیم می‌شود و اینکه بیگانگان می‌خواهند همه کشورها آنچه را که می‌آموزند به اشتراک بگذارند. فضاپیما یک قطعه نقلیه به پایین می‌فرستد و بنکس به تنهایی وارد می‌شود. یکی از بیگانه‌ها در نتیجهٔ انفجار به شدت زخمی شده است. یکی از بیگانه‌ها توضیح می‌دهد که آن‌ها آمده‌اند به بشریت کمک کنند، زیرا آن‌ها در ۳٬۰۰۰ سال آینده به کمک بشریت نیاز خواهند داشت. بنکس متوجه می‌شود که «سلاح» زبان آن‌هاست. یادگیری این زبان درک انسان از زمان را تغییر می‌دهد و به آن‌ها اجازه می‌دهد خاطرات رویدادهای آینده را تجربه کنند. رویاهای بنکس از دخترش به‌صورت پیش‌آگاهی آشکار می‌شوند. دخترش به دنیا نخواهد آمد تا اینکه زمانی در آینده برسد.
بنکس حین تخلیهٔ کمپ به آن‌جا بازمی‌گردد و به دانلی می‌گوید که زبان بیگانگان همان «ابزاری» است که منظور آن از سوی جهانیان «سلاح» است. بنکس در رویا میبیند که در سازمان ملل متحد حضور دارد و در آنجا تجلیلی به خاطر اتحاد تازه به‌ دست‌آمده بین ملت ها به‌ خاطر ورود بیگانه‌ها رخ داده است، در آن‌جا ژنرال شانگ (تزی ما) از او به‌ خاطر متقاعد کردنش برای توقف حمله، زمانی که با شمارهٔ خصوصی او تماس گرفت و سخنان در حال مرگ همسرش را برایش زمزمه کرد، تشکر می‌کند. او سپس شمارهٔ خصوصی خود را به بنکس نشان می‌دهد و حرف‌های همسرش را در گوش او زمزمه می‌کند. بنکس تلفن ماهواره‌ای هالپرن (مایکل استولبارگ)، مأمور سیا، را از روی میز برمی‌دارد و با شمارهٔ خصوصی ژنرال چین تماس می‌گیرد تا کلمات را از بر بخواند.
پس از این رخداد چینی‌ها اعلام قطع عملیات نظامی میکنند و یکی از دوازده قسمت پیام خود را منتشر می‌کنند. کشورهای دیگر نیز از این روش پیروی می‌کنند و دوازده فضاپیما حرکت می‌کنند.
بنکس بر اساس آموخته‌هایش کتابی به نام زبان جهانی می‌نویسد که راهنمایی برای زبان هپتاپاد بود و در نهایت به بشریت می‌آموزد که زمان را مانند هپتاپادها درک کنند. طی مراحل تخلیه، دانلی به بنکس ابزار علاقه می‌کند. آن‌ها در مورد انتخاب‌های زندگی و اینکه اگر می‌توانست زندگی خود را از آغاز تا پایان ببیند آن را تغییر می‌داد یا خیر صحبت می‌کنند. بنکس می‌داند که فرزندش بر اثر بیماری درمان‌ناپذیر خواهد مرد و دانلی هر دوی آن‌ها را ترک خواهد کرد. او با وجود آگاهی از سرنوشتشان موافقت می‌کند.

## بازیگران
- ایمی آدامز در نقش لوئیز بنکس
- جرمی رنر در نقش ایان دانلی
- فارست ویتاکر در نقش سرهنگ جی تی وبر
- مایکل استولبارگ در نقش مأمور هالپرن
- مارک اوبراین در نقش کاپیتان مارکس
- تزی ما در نقش ژنرال شانگ
- ابیگیل پنیوسکی در نقش هانا ۸ ساله
- جولیا اسکارلت دان در نقش هانا ۱۲ ساله
- جادین مالون در نقش هانا ۶ ساله

## جوایز و نامزدی‌ها

### هفتاد و چهارمین مراسم گلدن گلوب
- نامزد جایزه گلدن گلوب بهترین بازیگر زن فیلم درام برای ایمی آدامز
- نامزد جایزه گلدن گلوب بهترین موسیقی برای یوهان یوهانسون[۱۱]

### هشتاد و نهمین دوره جوایز اسکار
- برنده جایزه اسکار بهترین تدوین صدا برای سیلوین بلمار
- نامزد جایزه اسکار بهترین میکس صدا برای برنارد گریپی استروبل و کلاود لا هایه
- نامزد جایزه اسکار بهترین طراحی صحنه برای پاتریس ورمت و پل هوت
- نامزد جایزه اسکار بهترین تدوین برای جو واکر
- نامزد جایزه اسکار بهترین فیلمبرداری برای برادفورد یانگ
- نامزد جایزه اسکار بهترین فیلمنامه اقتباسی برای اریک هیزرر براساس «داستان زندگی تو» اثر تد چیانگ
- نامزد جایزه اسکار بهترین کارگردانی برای دنی ویلنو
- نامزد جایزه اسکار بهترین فیلم برای شاون لوی، دن لوین، آرون رایدر و دیوید لیند